# 璃瑜一
璃瑜一(顯微鏡座α)，又名CD-3414660，HD 198232、SAO 212472、HR 7965，是顯微鏡座的一颗恒星，视星等为4.9，位于銀經9.88，銀緯-38.26，其B1900.0坐标为赤經20h 43m 43.4s，赤緯-34° -38.26′ 59″。